# Pico Aranda
El Pico o Cerro Aranda es una elevación montañosa perteneciente al municipio de Tolox (Málaga), dentro del parque nacional de la Sierra de las Nieves. Esta toponimia aparece en todos los principales atlas geográficos de España, y como tal forma parte del nomenclátor geográfico básico de España del Instituto Geográfico Nacional, con las coordenadas 36.652893 -4.916809. (Entrada Aranda nomenclátor IGN.)

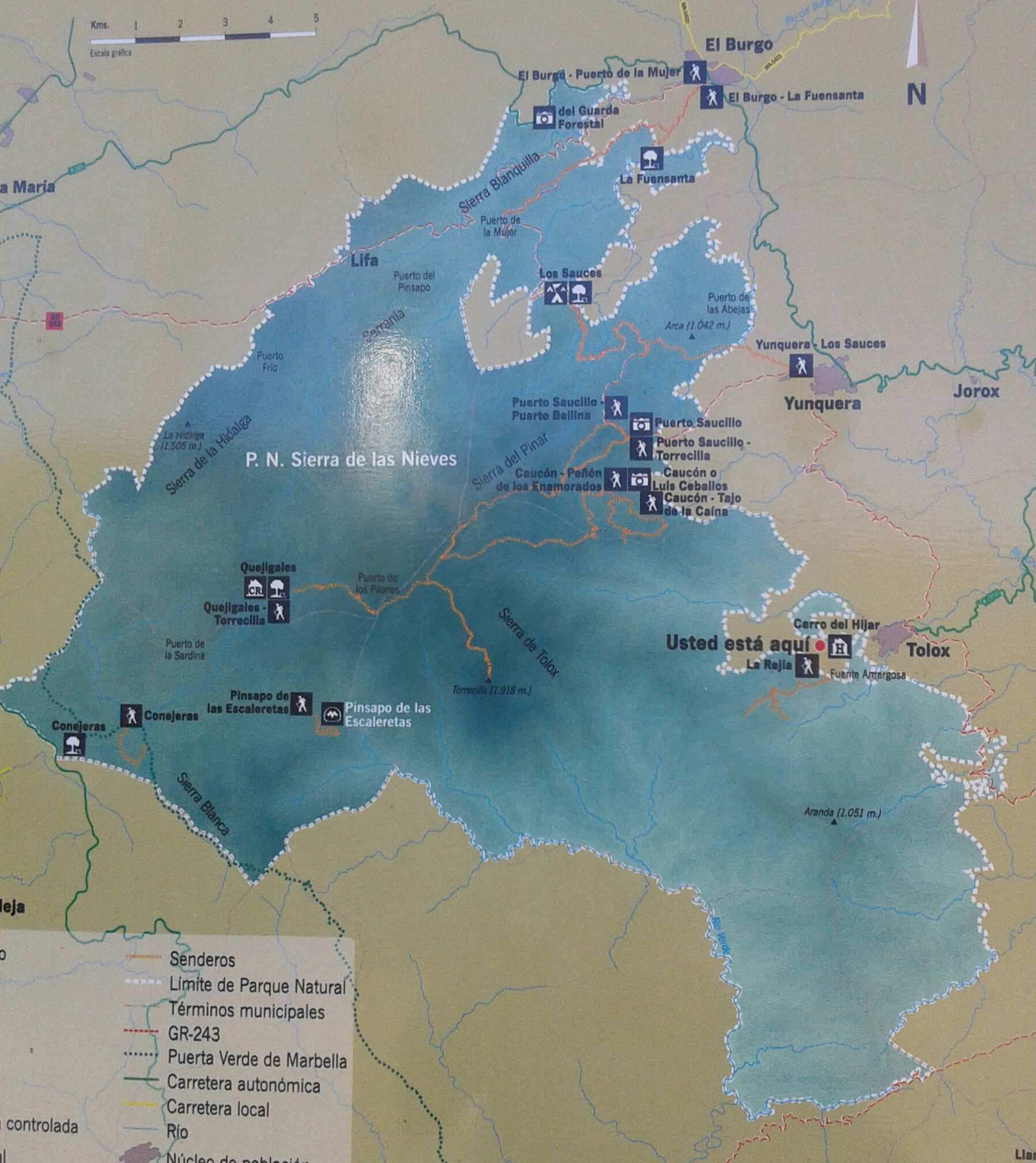
Mapa de señalización del parque nacional Sierra de las Nieves. Al sur, el pico Aranda.

Desde esta elevación puede contemplarse una amplia área de la provincia de Málaga, incluyendo, entre otras localizaciones, la cara sureste del Pico Torrecilla, la Sierra Prieta, el Valle del Guadalhorce, la vertiente norte de la Sierra Blanca, el Embalse de La Concepción y la costa occidental de Marbella (San Pedro Alcántara). En la cima del pico Aranda, una pequeña meseta nada abrupta, se encuentra el vértice geodésico del IGN número 106589.
El pico Aranda representa la mayor elevación de la Sierra Parda de Tolox, con 1051 metros sobre el nivel del mar. Es una zona de gran valor ecológico, con predominio del pino resinero y pino carrasco, en la que también crecen en menor medida castaños, madroños, palmitos, quejigos, etc.

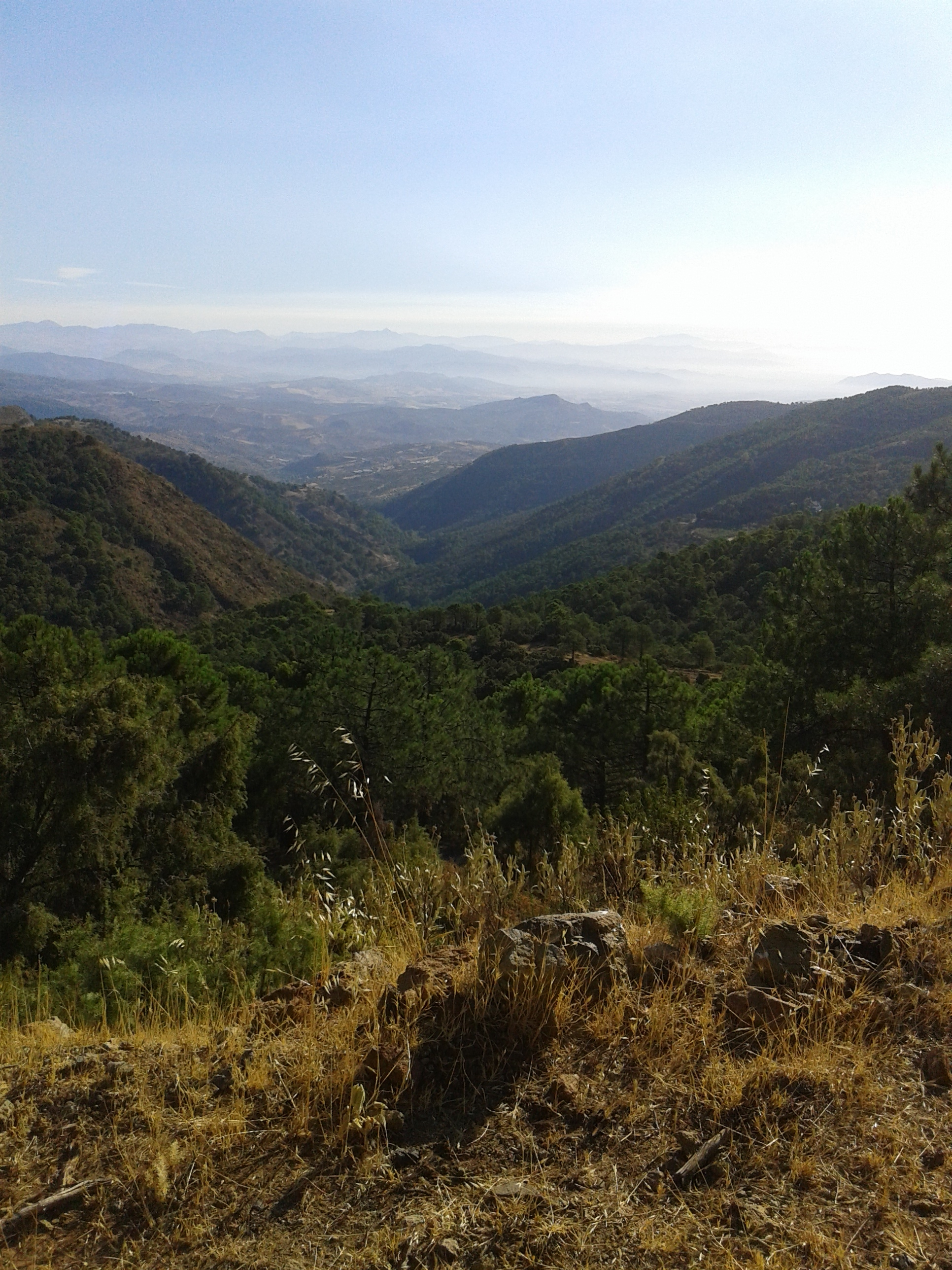
Valle del Guadalhorce y Bahía de Málaga desde la Sierra de Tolox

## Acceso
Desde el pueblo de Tolox hay que dirigirse en dirección al balneario, y al pasarlo se continúa la carretera en constante subida en dirección al Hotel de la Montaña Sierra de Hijar. A unos 10 km, sin abandonar el carril forestal, en dirección al sendero de la Rejía, se llega al Puerto de las Golondrinas, donde confluyen tres caminos: el que va a la cima del cerro Corona, el camino hacia Istán y Monda, y otra pista que conduce al Pinsapo de las Escaleretas. 

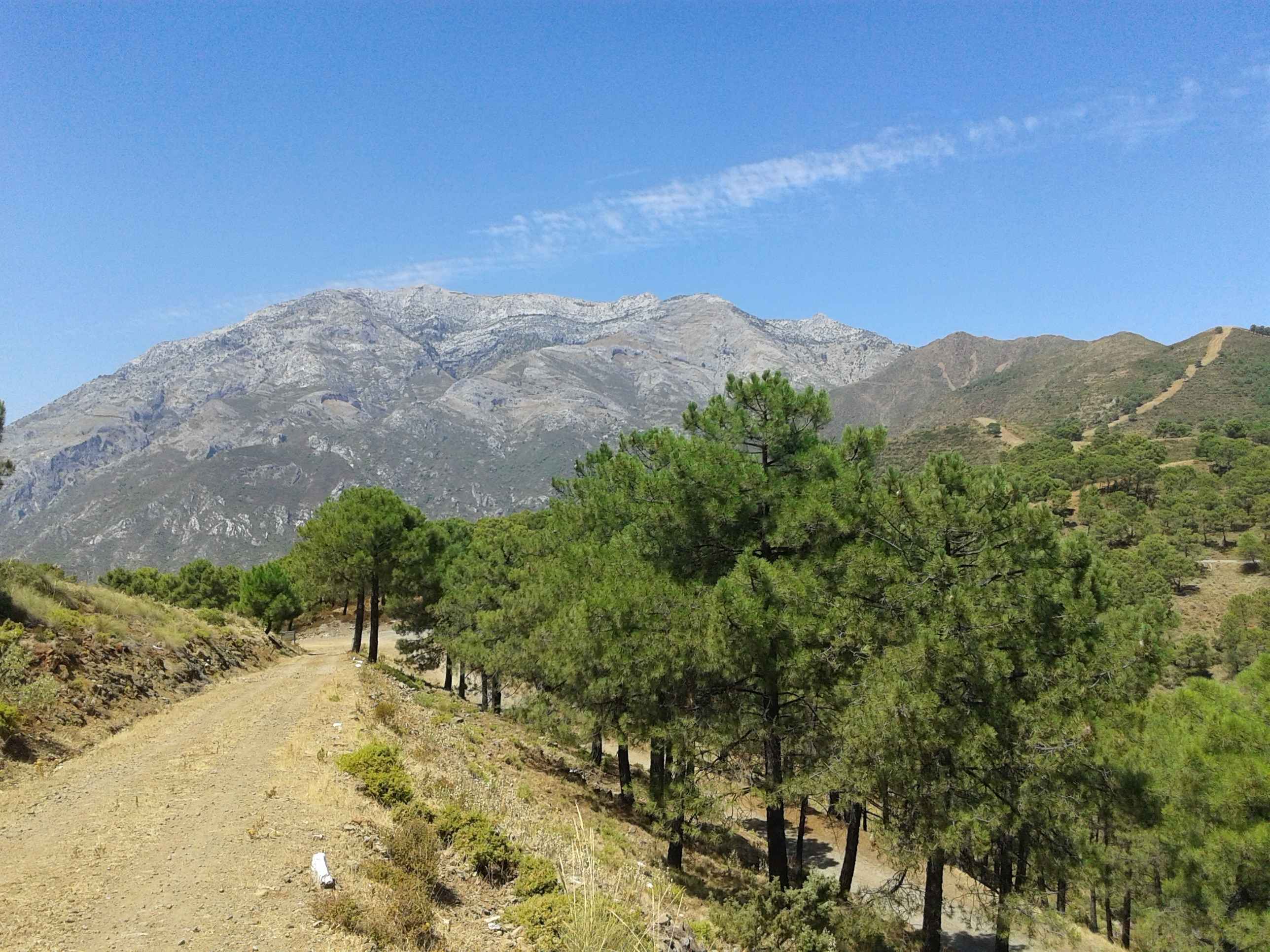
Pico de la Torrecilla, techo de la Sierra de las Nieves, con el Cerro Corona a la derecha, desde el Puerto de las Golondrinas.

Durante toda la subida hasta el Puerto de las Golondrinas puede verse hacia la izquierda un profundo barranco, con el Arroyo de Los Caballos en el fondo del angosto valle. En la parte opuesta a la subida, hacia el oeste, al otro lado del valle, están las primeras estribaciones del parque nacional de la Sierra de las Nieves, es la Sierra Parda de Tolox, con grandes extensiones de pino, muchas áreas de ellas repobladas.
Casi todo el camino de subida se lleva dirección norte, pero cuando se va llegando al Puerto de las Golondrinas el camino tuerce brevemente en dirección oeste y luego vira hacia el sur. 

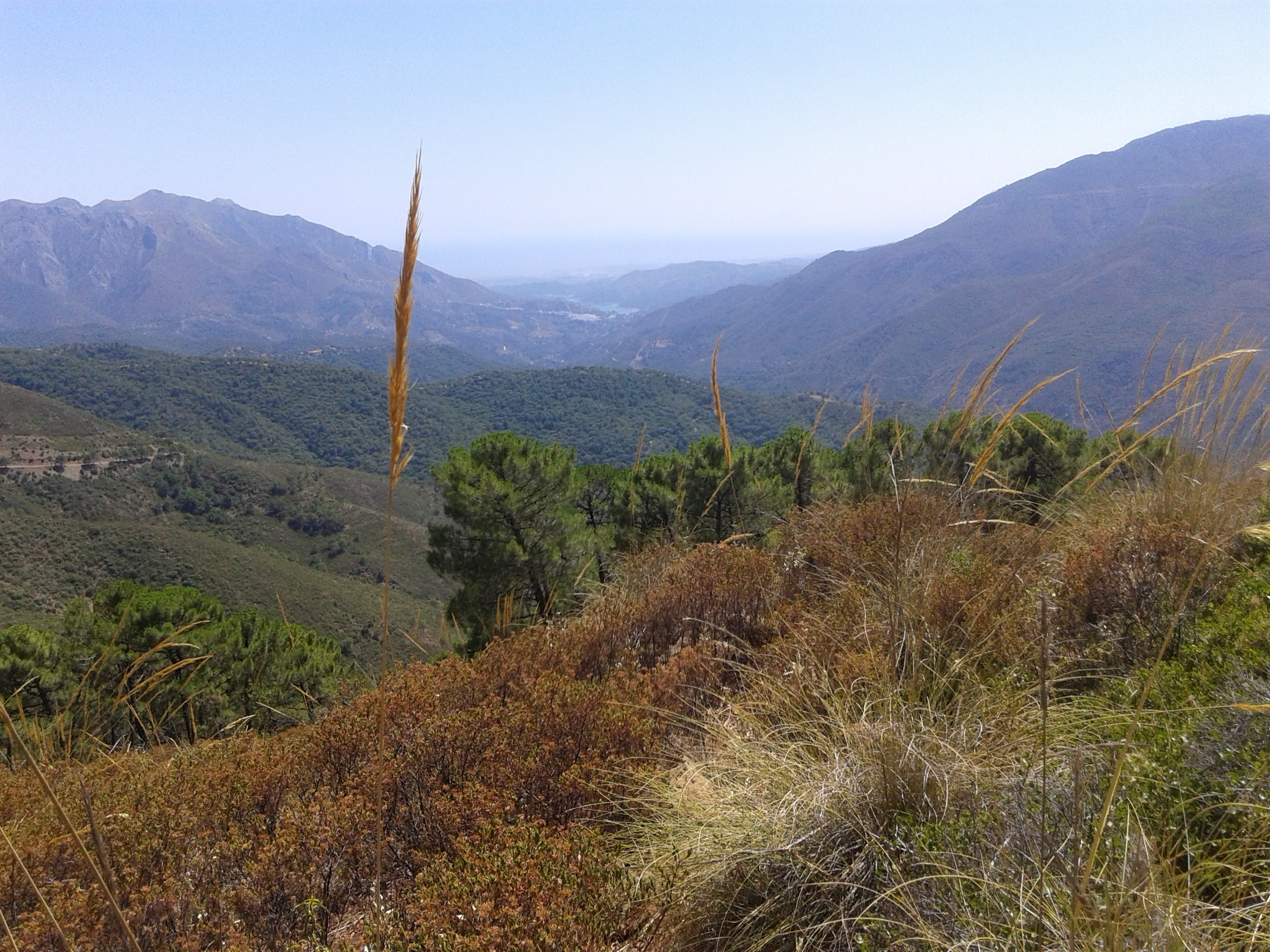
Vista de Istán y el Embalse de la Concepción desde la Sierra de Tolox, muy cerca del Pico Aranda. Al fondo, la costa de Marbella.

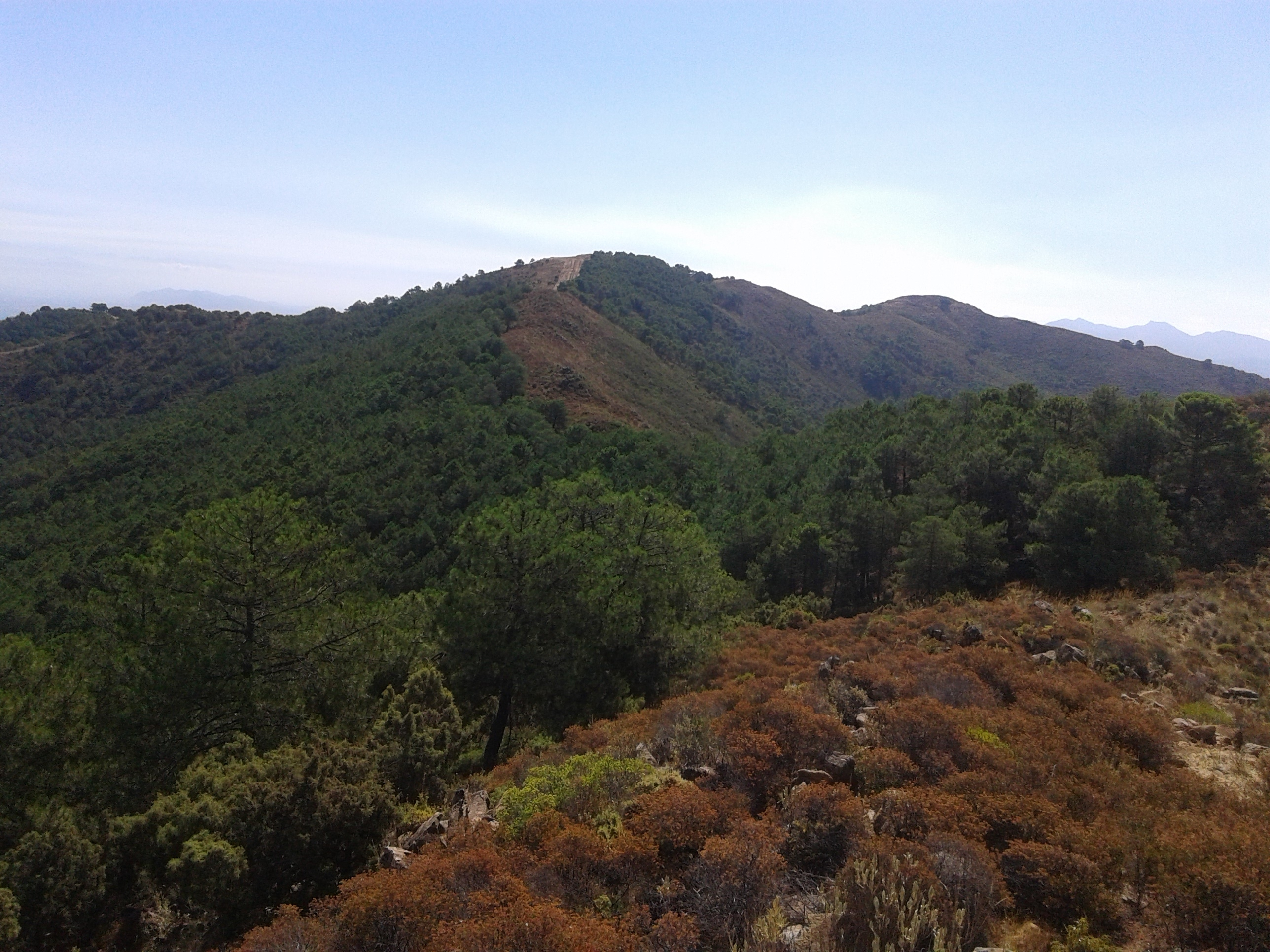
Cima del Pico Aranda desde el final del primer tramo del cortafuegos.

En esa dirección sur hay que tomar un cortafuegos, que es empleado también como camino de subida para vehículos, pues en la parte elevada siguiendo la ladera se encuentra situada una torre de vigilancia contraincendios de Medio Ambiente (MV204). Muy pronto en la subida por el cortafuegos, a la derecha aparece una vista completa de la cara sureste del Torrecilla.
A ambos lados del carril hay vegetación de pino. Ya casi llegando al puesto de vigilancia, mirando en dirección suroeste, podrá disfrutarse de una magnífica vista de la costa marbellí, más concretamente San Pedro Alcántara. En la misma línea de visión están el Embalse de la Concepción y el pueblo de Istán.
El tramo final para alcanzar el Pico Aranda deja atrás el puesto de vigilancia de Medio Ambiente, y se debe avanzar por el cortafuegos hasta su final. No obstante, éste se ve interrumpido y hay que seguir por estrechos senderos entre el matorral durante un kilómetro aproximadamente. Ya cerca de la cima, se retoma otro tramo de cortafuegos, con un desnivel nada complicado hasta llegar al hito geodésico.

## Incendios forestales
La Sierra de las Nieves es una zona de Andalucía con un altísimo valor ecológico, tanto es así que desde julio de 2021 constituye el 16.º parque nacional de España. A pesar de ello, no está libre ni mucho menos del azote de los incendios forestales.
En julio de 1994 se produjo un incendio con resultado funesto, no solamente por las 3.000 hectáreas calcinadas, también porque se cobró la vida de dos bomberos durante las labores de extinción. Muy cerca del Pico Aranda, en dirección a Istán, se encuentra situado un monumento conmemorativo de estos dos agentes forestales (coordenadas 36° 38′ 20″ N 4° 55′ 0″ O).

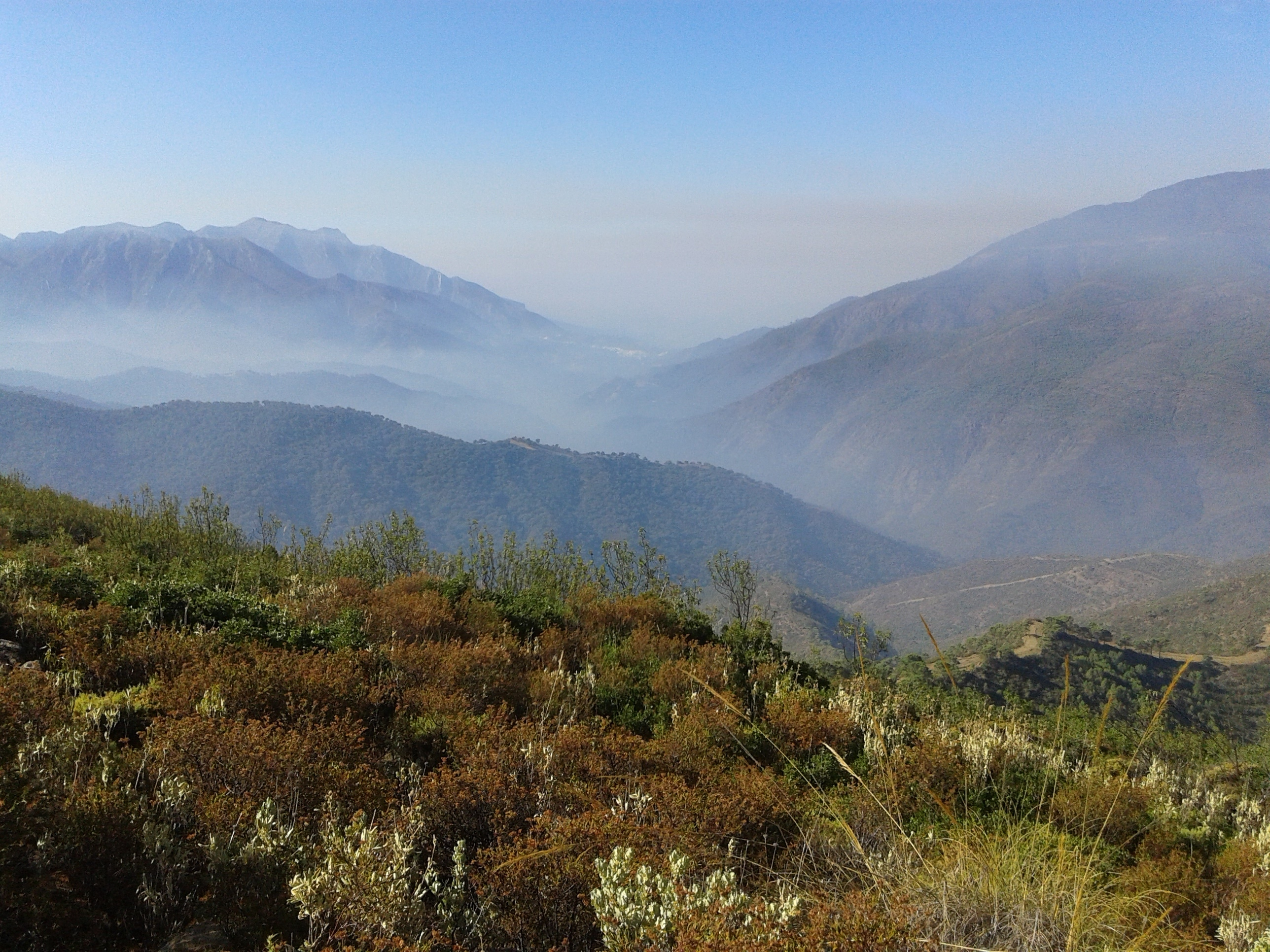
Vista de Istán, el Embalse de la Concepción y al fondo la costa de Marbella. Agosto de 2019, el incendio de Peñas Blancas (Estepona) estaba activo en esos momentos. Puede compararse con la foto n.º 5 de este artículo.

En 2012 también se produjo un incendio en las inmediaciones, más concretamente en la zona de Ojén y Mijas.. Ya por último, en el preciso momento de captar algunas de las imágenes de este artículo, en agosto de 2019, la Sierra de Peñas Blancas en Estepona fue arrasada por un incendio provocado por la negligencia humana, una vez más. Véase la última fotografía de este artículo, se hizo tres semanas más tarde que la que aparece más arriba con San Pedro Alcántara al fondo, y un encuadre muy parecido (quinta fotografía de este artículo).